# باب النبي داود

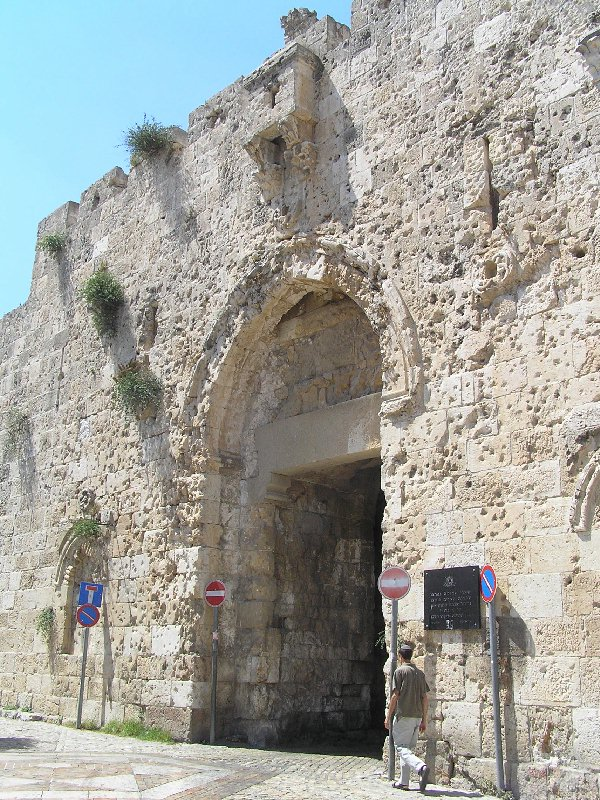
صورة لباب النبي داود

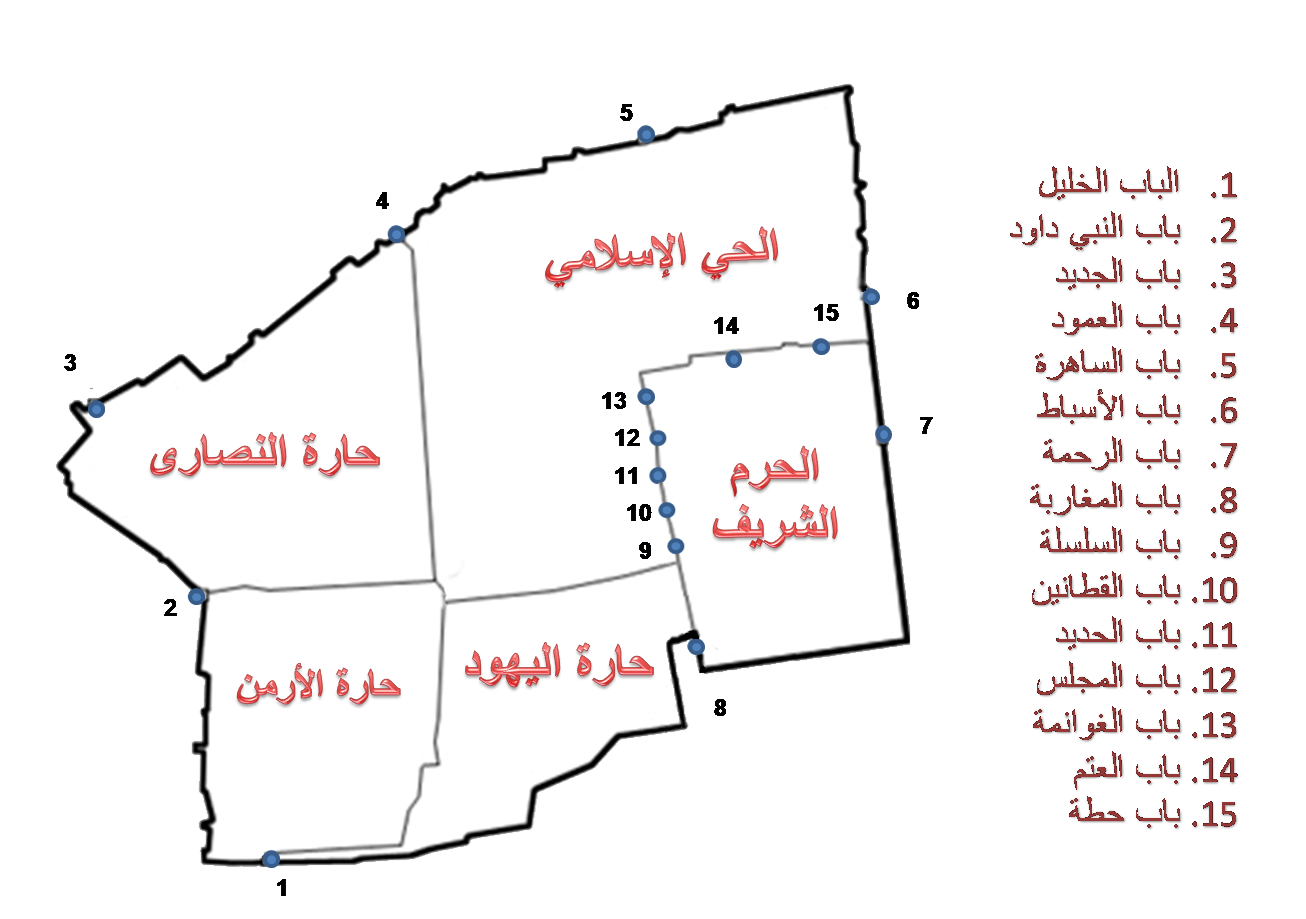
بوابات القدس وحرم المسجد الأقصى

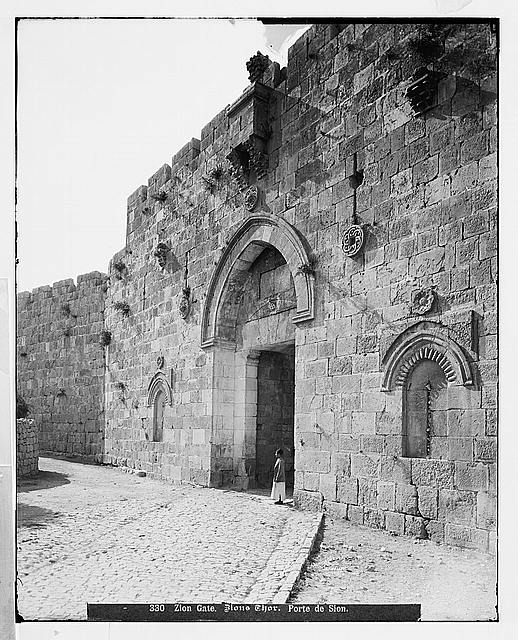
صورة لباب النبي داود بين (1898 و 1914)

باب النبي داود أو باب النبي داوود. وهو يعتبر من بوّابات البلدة القديمة في القدس، كان طوال الفترة بين 1948 و1967 مغلقًا كونه يطل مباشرة على القدس الغربيّة.

## وصف
يُعرف هذا المجمع في المصادر العربية باسم مقام النبي داود، وليس قبر داود، لأنه لا يُعرف على وجه التحديد أين دُفن النبي داود، وإن كان يُفترض أنه دفن في السفح الشرقي لما يعرف اليوم بمدينة داود التي شكلت نواة القدس الأصلية اليبوسية. وحسب المصادر الغربية المسيحية، فإن القاعة العلوية للمجمع والمعروفة بـ «عليّة صهيون»، هي موقع العشاء الأخير للسيد المسيح، بينما القاعة السفلية هي المكان الذي غسل فيه السيد المسيح أرجل تلامذته. والمجمع موقع هام مقدس لدى المسلمين والمسيحيين واليهود. ويعكس تاريخ الموقع وتبادل السيطرة عليه من قِبل أتباع الأديان السماوية الثلاثة جانباً من الخلاف العميق الدائر حوله.
بدأ تطور الموقع بكنيسة عُرفت باسم «الكنيسة الصغيرة لله»، ولكن ما لبث أن أسست مكانها في القرن الرابع أو الخامس الميلادي كنيسة أخرى عُرفت باسم كنيسة الرسل «الحواريين» لتخليد العشاء الأخير. وبعد ذلك، وُسِّعت هذه الكنيسة وغيِّر اسمها ليصبح «كنيسة صهيون، أم كل الكنائس». وعلى إثر الغزو الفارسي للقدس في عام 614، أحرقت هذه الكنيسة وأصيبت بضرر كبير. وقام الفرنجة الفرنسيسكان في القرن 6 / 12 ببناء دير لهم على جبل النبي داود. كما بنوا في الموقع مبنى من طابقين: الأرضي لذكرى غسل الأرجل، والعلوي لتخليد العشاء الأخير.
اهتم المسلمون بالموقع، فأضافوا في العهد الأيوبي في عام 615- 616 / 1219 محراباً إلى القاعة السفلية حيث قبو النبي داود. كذلك سمح المسلمون للمسيحيين بالاستمرار في زيارة القاعة العلوية حيث مكان العشاء الأخير. واستطاع الفرنسيسكان لاحقاً الحصول على موطئ قدم لهم في جبل النبي داود، وأقاموا بعض الأبنية برعاية السلطة المملوكية. وبعد أن بدأ اليهود بالاهتمام بقبر داود ونسبة القبر المجهول في القاعة السفلية إلى النبي داود، ظهر في العصر المملوكي خلاف كبير على الموقع بين طائفة من اليهود والمسيحيين المحليين، ورُفع هذا الخلاف إلى عدد من السلاطين المماليك للبت فيه. ولم يقتصر الخلاف على المقيمين في القدس من كلا الفريقين، بل تدخلت فيه قوى خارجية، مما جعل السلطة المملوكية تتذبذب في اتخاذ قرار حاسم تجاه الفريقين. وأدى استمرار الصراع في العصر العثماني وعدم إيجاد حلّ له إلى تفاقم المشكلة. وعلى إثر ذلك، قام السلطان سليمان القانوني في عام 930 / 1524 بطرد الرهبان الفرنسيسكان من الموقع وتحويله إلى مسجد وموقع إسلامي. ومنذ ذلك الوقت وحتى عام 1948عندما استولت عليه وزارة الأديان الإسرائيلية، بقي الموقع بأيدي المسلمين وبرعاية مستمرة من قِبل عائلة الدجاني المقدسية. وأجريت تغييرات عديدة في الموقع رغم أنه خاضع لحالة الوضع الراهن. ولا يزال الموقع موضع خلاف، وإن كان يقع تحت السيطرة التامة للمتدينين اليهود، ولكن قاعة العشاء الأخير مفتوحة للزوار في الوقت الحالي.
المقام عبارة عن مجمع معماري كبير يتكون من عدة أبنية وقاعات، ويُستعمل جزء كبير منه حالياً كمدرسة دينية يهودية. وللمجمع ثلاثة مداخل، ويحتوي على ثلاث ساحات مكشوفة وثلاث مساجد. وقد حوِّل المسجد القائم في الطابق السفلي إلى كنيس، والمسجد الثاني هو مكان قاعة العشاء الأخير، والمسجد الثالث مغلق. ويوجد في الموقع مئذنة مشرفة بنيت على الطراز العثماني تعود إلى القرن 10/16. ويحتوي الموقع أيضاً على مقبرة تاريخية لذريّة آل الدجاني، وعلى عدة زوايا إسلامية تعود إلى العصر العثماني. وتمتع الموقع طيلة العصر العثماني بقائمة أوقاف غنية سمحت باستضافة عدد كبير من الزوار، وكان موضع رعاية أغلب السلاطين العثمانيين.
من مدخل كبير وعقد حجري مدبب مفصص يقوم فوقه. وعلى بعد قليل منه برج حجري صغير، محمول على كابلين حجريين، ويسد فتحة المدخل (الباب) مصراعان من الخشب المصفح بالنحاس، ويؤدي المدخل إلى موزع يعرف بالدركاه شبه مربع مسقوف بقبو متداخل، ثم يليه ممر ينكسر يميناً ويلج إلى داخل السور. وتظهر في هذا الباب بعض مميزات العمارة العسكرية، حيث نشاهد الضخامة والعلو والبرج الحجري الذي كان يستخدم للمراقبة ولرمي السهام وصب الزيت على المهاجمين. ولا يخلو من بعض الزخرفات فهناك تيجان تعلو عمودية الجانبيين، وزخارف دائرية الشكل على جانبيه 

## موقع الجغرافي
يقع في السور الجنوبي للمدينة، وهو باب كبير يؤدي إلى ساحة داخل السور ويسمى أيضًا بـ «باب صهيون» لأنه يؤدي إلى جبل صهيون الذي يقوم عليه حي النبي داوود الإسلامي، وصهيون كلمة كنعانية تعني المرتفع.وهو يقع من الجهة الجنوبية الغربية من سور القدس. جدد أيام السلطان العثماني سليمان القانوني في سنة (947هـ/ 1540م)، كما يفيد النقش التذكاري الذي يعلوه فيما بين المدخل والعقد.

## راعي المبنى
رعى المبنى عدد من الرّعاة على مرّ العصور، وأبرزهم السلطان العثماني سليمان القانوني (حكم 926- 974 / 1520- 1566).

## وصلات خارجية